# Tebeosfera

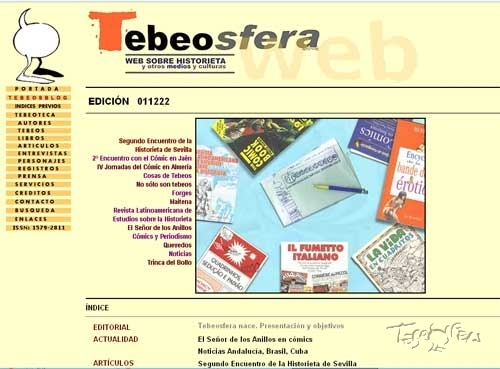
Portada del primer número de Tebeosfera, 1.ª época (2001).

Tebeosfera es una publicación electrónica periódica con más de 2000 textos publicados, dedicada al estudio de los medios vinculados a la cultura popular gráfica, tales como la historieta y el humor gráfico, la ilustración, la novela popular, el cine o los juegos. Su creador y director es Manuel Barrero y su subdirector es Félix López, aunque los contenidos son mantenidos por un amplio grupo de documentalistas, investigadores, catalogadores, teóricos y coleccionistas autodenominados "tebeditores". La publicación utiliza revisión por pares ciega y anónima, cuenta con comité científico y está indexada por Latindex, DOAJ, REDIB, DRJI, ERIH PLUS, y Dialnet con un ICDS de 4.3 registrado por MIAR. Su ISSN es 1579-2811.

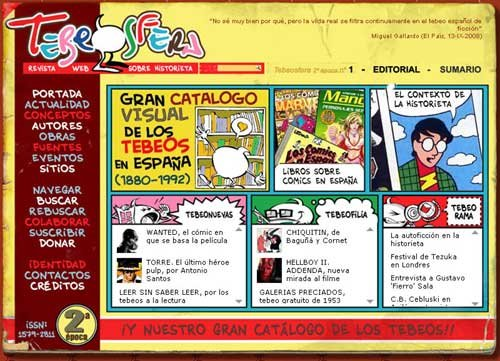
Portada del número 0 de la 2.ª época (2008).

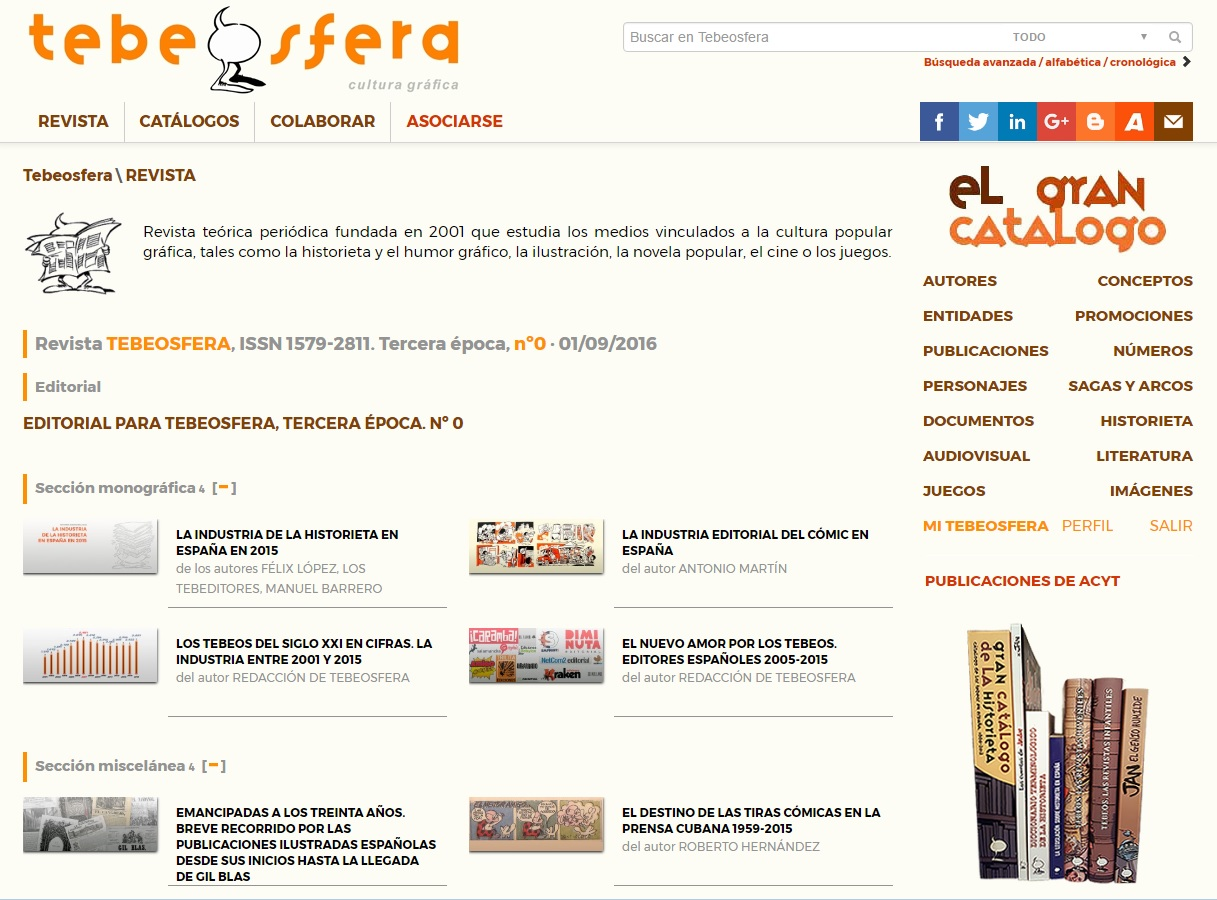
Portada del número 0 de la tercera época de la revista web Tebeosfera (2016).

## Trayectoria
Su primera edición data del 22 de diciembre de 2001, constando en su primera época de 19 números, el último de los cuales está fechado el 30 de diciembre de 2005. En 2006 Astiberri Ediciones publica un libro de 304 páginas titulado Tebeosfera, recopilando ensayos publicados previamente en la web, acompañado de otros inéditos, escritos para la ocasión.
El 4 de julio de 2008 inició una segunda época, de la que aparecieron 14 números, transformándose también en una base de datos sobre el medio denominada Gran catálogo de la historieta, cubriendo inicialmente el periodo 1880-1992 y que posteriormente se amplió, actualizandose en lo sucesivo de forma constante. Actualmente cuenta con más de 500.000 registros (unos 40.000 autores, 40.000 colecciones y 480.000 números catalogados), y cerca de 9.500 obras teóricas.
En 2009 Tebeosfera se establece como asociación cultural independiente sin ánimo de lucro con el nombre de Asociación Cultural Tebeosfera (ACyT), con el objetivo de promover el estudio y la catalogación de la historieta, haciendo un llamamiento a coleccionistas, teóricos, aficionados y otros interesados para que se sumen a la misma, asociándose, para continuar con los trabajos de recuperación del patrimonio tebeístico del país.
El equipo de Tebeosfera publica además desde 2014 el Informe Tebeosfera, un informe estadístico anual sobre la industria del cómic en España que pronto se convirtió en el único de su tipo en Europa, y hoy es ya una herramienta imprescindible para entender la realidad de nuestra industria.
En septiembre de 2016, se presenta un nuevo diseño del sitio web Tebeosfera.com con nuevas funcionalidades como el apartado "Mi.Tebeosfera" que facilita la interacción con otros usuarios y permite reunir colecciones de cómics en línea; una mejora del Gran Catálogo, que amplía su campo de acción a otros medios afines de la cultura gráfica como la ilustración, la novela popular, los juegos o el cine; y también una nueva etapa de la revista Tebeosfera, su tercera época, que aparecerá a partir de ese momento con periodicidad trimestral, hasta el año 2019, en que, por decisión de la Junta General de socios, cambió su periodicidad a cuatrimestral.

## Premios
- Mejor labor de investigación. Humoràlia (2005).
- Premio a la mejor labor en pro de la historieta en los XXXIII Premios Diario de Avisos (2009).[16]
- Mejor labor por la historieta 2009. Salón Internacional del Cómic de Huelva (2010).
- Premio Oso a la Entidad Apoyo al Cómic de Expocómic (2010).[17]
- Premio Imaginamálaga a la difusión del cómic en Andalucía (2011).[18]
- Primer Concurso de Blogs de Cómic de Getafe ESCOGE (2011).[19]
- Premio de la AACE a la mejor labor en pro de los autores españoles (2012).[20]
- Premio a la mejor labor en pro de la historieta en los XXXVII Premios Diario de Avisos (2013).[21]
- Premio a la divulgación del cómic 2017 de Splash. Festival del Còmic de la C.V.[22]
- Premio Carlos Giménez al mejor medio especializado en Heroes Comic Con Madrid 2019.[23]
- Premio Antifaz 2022 a la Mejor Contribución a la Divulgación y Promoción del Cómic del Salón del Cómic de València 2022.[24]
- Premio Hispacómic a la publicación teórica 2025 a El canon franco-belga del cómic, de Jordi Canyissà.[25]